# 达拉斯轻轨
达拉斯轻轨（英語：DART Light Rail），全称是达拉斯地区捷运局轻轨（Dallas Area Rapid Transit Light Rail） ，是一个位于美国德克萨斯州达拉斯地区，由达拉斯地区捷运局运营的轻轨系统，也是目前美国最大的轻轨系统。
该系统共有四条线路，全长93英里（150），包括红线、蓝线、绿线和橙线，四条线路的所有营运车辆均由近畿車輛制造。整个系统只有一个地下车站，即城市广场（Cityplace）站。
截至2017年第四季度，该系统的工作日客流量日均可达98700人次。

## 歷史
二十世紀前期，私營路面電車是達拉斯的主要城市公共交通方式。
二十世紀中期，私營的路面電車被公營“達拉斯交通系統”（Dallas Transit System，簡稱 DTS）的公共巴士所取代。
隨著達拉斯城市不斷發展和擴張，鐵路通勤運輸重新進入決策者的視線，達拉斯交通系統規劃了一條160英里（257.5）長的通勤連結達拉斯和周邊衛星城。1983年，DTS 和周邊幾個衛星城市的公營巴士公司合併成立“達拉斯地區捷運局”（Dallas Area Rapid Transit，簡稱 DART），将通勤铁路方案數次調整，改為建設總長84英里（135.2）的輕軌鐵路系統。然而由於經費和政治因素，導致工期一拖再拖，直至1990年10月，所有障礙才被完全掃除，轻轨系统正式動工。
1996年6月，首條約160英里（257.5）長輕軌線建成通車，後分別成為紅線和藍線的一部分。達拉斯輕軌因此成為德克薩斯州的第一個輕軌系統。

## 運營線路

### 红线
红线连接达拉斯中心城区和普拉诺（Plano）市，自达拉斯西南部的 Westmoreland 站向北，途经达拉斯会议中心和达拉斯中央商务区，然后沿着中央高速公路（US 75）行进，经过北达拉斯和理查德森（Richardson），终到普拉诺的帕克路（Parker Road）站。

### 蓝线
蓝线连接达拉斯中心城区和 Rowlett 市，自达拉斯西南部的 UNT 达拉斯（UNT Dallas）站向北，途经达拉斯会议中心和达拉斯中央商务区，然后转向东北，途经白岩湖（White Rock Lake）和加兰（Garland），终到到 Rowlett 的 Downtown Rowlett 站。

### 绿线
绿线自达拉斯东南部12环路附近的巴克纳（Buckner）站向北，途经 Fair Park、Deep Ellum 和达拉斯中央商务区，然后沿着德克萨斯州的35E州际公路向北偏西方向转弯，经过美国航空中心、帕克兰医院和 Love Field ，终到卡罗尔顿（Carrollton）的北卡罗尔顿/弗兰克福德（North Carrollton / Frankford）站。
绿线在 Trinity Mills 站可换乘丹顿交通管理局（DCTA）的 A-train。

### 橙线
橙线自帕克路站起，首先沿着中央高速公路（US 75）行进（并行红线），然后沿着德克萨斯州的35E州际公路行进（并行绿线），经过美国航空中心、帕克兰医院和 Love Field，并在 Irving 向西分岔，沿114号公路走廊到达终点达拉斯/沃斯堡国际机场。2014年8月18日，Belt Line 至机场段开通，至此橙线全通。